# Giuseppe Pellegrino (politico 1925)
Giuseppe Pellegrino detto Pino (Marsala, 22 febbraio 1925 – Marsala, 4 maggio 2010) è stato un politico e avvocato italiano.

## Biografia
Avvocato penalista, nel dopoguerra è stato segretario della Camera del Lavoro Cgil di Marsala, partecipando a varie lotte contadine per dare agli agricoltori le terre incolte o malcoltivate.
Impegnato in politica con il Partito Comunista Italiano, di cui è dirigente provinciale a Trapani e consigliere comunale a Marsala; col PCI viene eletto alla Camera dei Deputati alle elezioni politiche del 1958, confermando il seggio anche nel 1963 e nel 1968. Alle elezioni politiche del 1972 viene eletto al Senato; termina il proprio mandato parlamentare nel 1976.